# Краснокрестьянский
Краснокрестья́нский — хутор в Ракитянском районе Белгородской области. Входит в состав Дмитриевского сельского поселения.

## География
Находится в северо-западной части Белгородской области, в лесостепной зоне, в пределах юго-западных отрогов Орловско-Курского плато Среднерусской возвышенности, к югу от автодороги 14К-6, на расстоянии примерно 11 км (по прямой) к юго-востоку от Ракитного, административного центра района. Абсолютная высота — 201 м над уровнем моря.

### Климат
Климат характеризуется как умеренно континентальный, с относительно холодной зимой и продолжительным засушливым летом. Среднегодовая температура воздуха — 6,1 °C. Средняя температура воздуха самого холодного месяца (января) — −8,3 °C (абсолютный минимум — −36 °C); самого тёплого месяца (июля) — 20,4 °C (абсолютный максимум — 38 °C). Годовое количество атмосферных осадков — 504 мм, из которых 350 мм выпадает в период с апреля по октябрь.

### Часовой пояс
Хутор Краснокрестьянский как и вся Белгородская область, находится в часовой зоне МСК (московское время). Смещение применяемого времени относительно UTC составляет +3:00.

## Население
| 2002 | 2010 |
| ---- | ---- |
| 46   | ↘22  |

### Половой состав
По данным Всероссийской переписи населения 2010 года, в гендерной структуре населения мужчины составляли 40,9 %, женщины — соответственно 59,1 %.

### Национальный состав
Согласно результатам переписи 2002 года, в национальной структуре населения русские составляли 87 %.